# Омаров, Магомед Хасиевич
Магоме́д Хаси́евич Ома́ров (1902 — ?) — советский чеченский политический, партийный и общественный деятель, руководитель Чеченской автономной области (1932—1934 годы).

## Биография
Родился в 1902 году в семье крестьянина в селении Дойкар-Эвла. С молодости активно включился в общественно-политическую жизнь. В 1923 году создал комсомольскую ячейку в родном селе и стал её секретарём (с 1925 года). В 1926 году стал членом обкома комсомола Чечни. В том же году вступил в ВКП(б). Окончил совпартшколу, а затем педагогический техникум. В 1929—1930 годах заведовал Чеченской областной совпартшколой. Затем до 1932 года — заведующий культурно-просветительским отделом Областного комитета ВКП(б) Чеченской автономной области.
В 1932 году был избран вторым секретарем Чеченского обкома партии и членом Северо-Кавказского крайкома ВКП(б). Тогда же стал председателем Чеченского облисполкома и членом Северо-Кавказского крайисполкома. Его усилиями многие чеченские крестьяне были защищены от необоснованных обвинений в кулачестве.
В 1934 году Чечня и Ингушетия были объединены в Чечено-Ингушскую автономную область. После объединения Омаров продолжал занимать руководящие посты в области. Затем был направлен на работу на должность заведующего сектором Северо-Кавказского крайкома партии.
В 1937 году был арестован и провёл три года в следственной тюрьме. На суде была доказана его невиновность и Омаров был оправдан. После освобождения работал заместителем председателя промышленного Совета и наркома земледелия Чечено-Ингушской АССР.
В 1942 году добровольцем ушёл на фронт, был политкомиссаром батальона. В 1944 году чеченцы и ингуши были репрессированы. Омаров был демобилизован и отправлен в Узбекистан. В депортации работал директором машинно-тракторной станции.
После смерти Сталина и реабилитации репрессированных народов вернулся на родину. В 1957 году стал заместителем министра сельского хозяйства по кадрам, возглавил работу по подготовке национальных кадров для сельского хозяйства. В результате его работы проблема нехватки квалифицированных кадров в сельском хозяйстве республики была решена.
Ушёл на пенсию, когда ему было далеко за семьдесят, но и после этого продолжал активную работу в общественных организациях.